# Jäckelsbruch
Jäckelsbruch ist ein Gemeindeteil von Eichwerder, einem Ortsteil der Stadt Wriezen im Landkreis Märkisch-Oderland (Brandenburg). Der Ort Jäckelsbruch geht zurück auf ein Vorwerk, das 1755/56 errichtet wurde. Die Gemeinde Jäckelsbruch wurde 1858 gebildet und wurde 1928 in die Nachbargemeinde Eichwerder eingegliedert.

## Lage
Jäckelsbruch liegt etwa 3 km östlich des Stadtkerns von Wriezen. Obwohl Jäckelsbruch bereits 1928 nach Eichwerder eingemeindet wurde, besitzt der Ort bemerkenswerterweise noch eine eigene Gemarkung. Sie grenzt im Norden an die Gemarkung von Altwriezen, im Osten an die Gemarkung von Eichwerder, im Süden an die Gemarkung von Bliesdorf und im Westen an die Stadtgemarkung von Wriezen. Die nordwestliche Gemarkungsgrenze wird von der Güstebieser Alten Oder gebildet.
Der Gemeindeteil Jäckelsbruch besitzt keine geschlossene Bebauung, sondern die einzelnen Gehöfte sind über die Gemarkung verteilt. Lediglich um das ehemalige Gut ist eine schwache Verdichtung der Bebauung zu erkennen. Auch die westlichsten Teile von Eichwerder liegen eigentlich auf der Gemarkung von Jäckelsbruch. Die Gehöfte sind entlang der Landesstraße 33 (Straßenname Eichwerder) und der Kreisstraße 6411 (Straßenname Am Damm) aufgereiht. Die kleine verdichtete Bebauung um das ehemalige Gut trägt den Straßennamen Jäckelsbruch. Dieser Teil von Jäckelsbruch liegt auf 5 m ü. NHN.

## Geschichte
Das Land auf dem das Vorwerk Jäckelsbruch später errichtet wurde, insgesamt 714 Morgen, erwarb Friedrich Wilhelm Jäckel († 1784) am 9. Oktober 1755 von dem brandenburgischen Hof- und Kammerrat Karl Philipp Mentzel (1703–1756). Dieses Land war Teil der Bruchfeldmark des Dorfes Altwriezen, das Mentzel 1748 zu einem Drittel erworben hatte. Der Ort Jäckelsbruch ist selbstredend nach dem Erbauer des Vorwerks, dem Kammerrat Friedrich Wilhelm Jäckel († 1784) benannt.

### Besitzgeschichte
Das Vorwerk mit 322 Morgen wurde 1755/56 von Friedrich Wilhelm Jäckel errichtet; wenig später errichtete Jäckel auf dem gekauften Land etwas weiter nördlich das Vorwerk Wusing mit 258 Morgen. Merkwürdigerweise ist der Ort Jäckelsbruch in der Schmettaukarte relativ deutlich als Faechels Bruch verzeichnet bzw. verschrieben. Friedrich Wilhelm Jäckel hatte seit 1734 das Amt Friedland in Pacht (oder auch Unterpacht). 1761 erhielt er einen neuen Pachtvertrag für das Amt Friedland vom brandenburgischen Markgrafen zu Brandenburg-Schwedt Karl. Auch nachdem 1763 das Amt Friedland dem Hans Sigismund von Lestwitz verliehen worden war, blieb Jäckel zunächst Pächter des Amtes Friedland. Jäckel erwarb 1761 auch den Rest des oben genannten Drittels des Dorfes Altwriezen von den Mentzelschen Erben, und 1761 auch ein Drittel von Altbliesdorf. Friedrich Wilhelm Jäckel ließ in Jäckelsbruch ein Herrenhaus errichten, das 1780 vollendet wurde.
1782 verkaufte Jäckel das Vorwerk Jäckelsbruch und das benachbarte Vorwerk Wusing an den Oberamtmann des Amtes Chorin Philipp Heinrich Karbe (1743–1799). Dieser nahm 1784 ein Darlehen von 4.500 Talern auf und stellte als Sicherheit die Vorwerke Jäckelsbruch und Wusing. 1788/89 verkaufte Karbe das Vorwerk Jäckelsbruch an den Justizrat und Bürgermeister von Wriezen Carl Ludwig Ringdorf/Ringdorff (1738–1803). Das Vorwerk Wusing verkaufte Karbe dagegen an den Grafen Alexander von Kameke für 1700 Taler. Karbe erwarb anstelle von Jäckelsbruch und Wusing das Rittergut Sieversdorf.
Kameke verkaufte umgehend 60 Morgen des Vorwerkes Wusing an Ringdorf. Schon 1785 hatte Ringdorf das heute nicht mehr existierende Vorwerk Rüsterwerder von Frau Charlotte Wilhelmine von Barfus, Frau des Karl August von Barfus gekauft. Ringdorf erwarb 1792, 1796 und 1798 weitere Teile des Vorwerks Wusing, so dass schließlich wahrscheinlich der größte Teil des Areals des Vorwerks Wusing im Besitz von Ringdorf war. Im Jahr 1800 erlitt Carl Ludwig Ringdorf einen Schlaganfall und trat vom Amt des Bürgermeisters der Stadt Wriezen zurück. Am 28. Oktober 1803 ist er in Wriezen gestorben. Er war verheiratet mit Sophie Charlotte Baath. Die Witwe führte das Gut zunächst weiter. Friedrich Wilhelm August Bratring erwähnt die verwitwete Justizrätin Ringdorf als Besitzerin von Jäckelsbruch. 1805 wurden von den Ringdorfschen Erben vom Vorwerk Jäckelsbruch und dem Vorwerk Wusing 449 Morgen 19 Quadratruten an 16 verschiedene Personen auf Erbzins vergeben. Von 1812 bis 1818 war Joseph August Adolph von Strachwitz, ehemaliger Kriegs- und Domänenrat in Posen, im (Mit-)Besitz von Jäckelsbruch. Er war mit Charlotte Philippine Dorothea geb. Ringdorf verheiratet, der Tochter von Carl Ludwig Ringdorf und eigentlichen Besitzerin von Jäckelsbruch. Am 28. Juli 1819 verkaufte sie Jäckelsbruch für 27.000 Taler an den Gerichtsschulzen Heinrich Schwarz. Dieser legte eine Baumschule in Jäckelsbruch an und verkaufte Setzlinge und junge Bäume.
1830 gehörte Jäckelsbruch einem Wernicke. 1832 wurde der Kaufvertrag vermutlich mit diesem Wernicke wieder aufgehoben. Am 9. Januar 1833 übernahmen der Schwiegersohn von Jakob Schwarz und dessen Frau Anna Sophie Schwarz geb. Neubauer, Gottlieb Palm, das ritterfreie Vorwerk für 11.000 Taler; er musste allerdings auch die gesamten auf dem Gut lastenden Schulden übernehmen. Palm ließ den Gutspark anlegen, der – allerdings verwildert – immer noch existiert. Das Ehepaar Schwarz behielt sich außerdem ein Ausgedinge vor, darunter eine 5-Zimmer-Wohnung, freie Kost, eine Kutsche mit zwei guten Pferden und Kutscher, freies Licht und Brennholz, und freies Obst. Jacob Schwarz starb am 10. April 1835, Anna Sophie Schwarz geb. Neubauer am 24. Juli 1843. Gottlieb Palm starb früh, Berghaus nennt für 1850 schon Palm Witwe als Besitzerin. Nach Berghaus maßen das Vorwerk Jäckelsbruch und das Etablissement Wusing 1850 zusammen 732 Morgen 158 Qua Rutendratruten, davon waren 612 Morgen 54 Quadratruten Acker und 34 Morgen Wiese. Das sind allerdings deutlich mehr Morgen als Mentzel seinerzeit an Jäckel verkauft hatte, der darauf die Vorwerke Jäckelsbruch und Wusing errichtet hatte. 1860 hatte die Feldmark der neu gegründeten Landgemeinde Jäckelsbruch einschließlich des Gutsbezirks Jäckelsbruch nur 631 Morgen. Möglicherweise benutzte Berghaus daher ein anderes Maß für den Morgen, oder bei der Angabe von 732 ist schlicht ein Fehler, da auch die Summe von Acker und Wiese nicht mit der Gesamtgröße übereinstimmt. Am 10. März 1854 starb auch Dorothea Elisabeth Palm geb. Schwarz. Die fünf Kinder des Paares Palm/Schwarz einigten sich darauf, dass der jüngste Sohn Carl Ferdinand Hermann das Gut für 49.000 Taler übernehmen sollte. Seine beiden Brüder Carl Friedrich Albert und Johann Carl Emil blieben als Gutsadministrator und Gutsverwalter zunächst auf dem Gut. 1854 wurden die Grundabgaben der Bauern abgelöst. Fidicin nennt 1856 nur einen Gutsbesitzer Palm. 1860 standen im Gutsbezirk 4 Wohngebäude und 6 Wirtschaftsgebäude. Der Gutsbezirk umfasste 1871 237 Morgen, davon 4 Morgen Gehöfte, 12 Morgen Gartenland, 222 Morgen Acker und 3 Morgen Wiesen. In den Ställen standen 9 Pferde und 21 Stück Rindvieh. Das General-Adressbuch von 1879 führt Jaeckelbruch (sic!) unter den nicht kreistagsfähigen Gütern auf; es ist zu diesem Zeitpunkt definitiv kein Rittergut. Die Gesamtgröße ist mit 50 ha angegeben, davon waren 47 ha Acker, 2 ha Wiesen und 1 ha Weide. Der Grundsteuerreinertrag ist auf 2955 Mark festgesetzt. Als Besitzer ist nur Palm genannt. Unter den industriellen Anlagen ist eine Ziegelei aufgeführt.
Wann genau das Gut nun verkauft wurde, ließ sich bisher nicht ermitteln. 1885 war dann ein K. Rubehn Besitzer des Gutes. Er betrieb immer noch die Ziegelei. Schwerpunkt des Gutes waren Milchwirtschaft und Mastung sowie der Zuckerrübenanbau. Dieser K. Rubehn ist vor 1896 gestorben, denn zu diesem Zeitpunkt wird bereits die Witwe Rubehn als Besitzerin geführt. Die Ziegelei ist nicht mehr aufgeführt. 1903 sind die Rubehnsche(n) Erben als Gutsbesitzer gelistet, Niekammer’s Güter-Adressbuch der Provinz Brandenburg von 1907 gibt Ernestine Rubehn, geb. Breitkreuz Erben als Besitzerin an, vermutlich noch die Witwe des K. Rubehn. Sie hatte das Gut an einen Willi Schmidt verpachtet. Die Größe des Gutes wird dabei mit 63 ha angegeben, davon 54,8 ha Acker, 3 ha Wiesen, 0,3 ha Weiden, 1,3 ha Holzung und 3 ha Hofgelände und Unland (die Summe stimmt nicht!). 1910 werden dann wieder die Rubehnsche(n) Erben genannt. Ab 1911 war nun Paul Tormann der Besitzer des Gutes Jäckelsbruch. Paul Tormann ist auch 1914 als Besitzer erwähnt. Das erste Handbuch des Grundbesitzes im Deutschen Reiche, Provinz Brandenburg, das nach dem Ersten Weltkrieg erschien (1921) nennt nun Frau Tormann als Besitzerin. Sie hatte das Gut an Otto Brandes, den Besitzer des Nachbargutes Eichwerder, verpachtet. 1923 bis 1929 gehörte das Gut den Paul Tormannschen Erben.

### Kommunale Geschichte
1791 wohnten auf dem Vorwerk der Vorwerkpächter und 4 Hausleute oder Einlieger. Insgesamt gab es 6 Feuerstellen auf Jäckelsbruch. 1800 hatte Jäckelsbruch sechs Feuerstellen (Wohngebäude) und 43 Bewohner. Um diese Zeit wurde in Jäckelsbruch auch Tabak angebaut. 1799 wird der Tabakplanteur Gottlieb Otte erwähnt, 1803 der Planteur Christian Becker. 1805 war das Vorwerk verkleinert und der abgetrennte Grund erbzinsweise vergeben worden. 1817 hatten die Kolonie und das Vorwerk zusammen mit dem Etablissement Wusing 78 Einwohner. Als Besitzer werden die Justizräth. Ringddorfsche Erben angegeben. Für Wusing sind als Besitzer v. Strachwitz in Jäkelsbruch und Freih. von Eckardstein in Prötzel aufgeführt. 1840 hatte das Gut und Kololonie-Dorf Jäckelsbruch 13 Wohnhäuser und 101 Einwohner.
Jäckelsbruch wurde am 31. Dezember 1858 in einen eigenständigen Gemeindebezirk und einen Gutsbezirk geteilt.

„Im Oberbarnimschen Kreise ist aus den sämmtlichen 17 einzelnen Besitzungen, welche früher theils zu dem dismembrirten Vorwerke Wusing gehörten, theils von dem als selbstständiger Gutsbezirk anerkannten jetzt Palmschen Gute Jäckelsbruch abgezweigt worden sind, bei Ausführung des Gesetzes vom 14. April 1856 Nr. 4414 mit Allerhöchster Genehmigung unter dem Namen Jäckelsbruch ein selbstständiger Gemeindebezirk gebildet worden. Wir bringen dies hierdurch mit dem Bemerken zur öffentlichen Kenntniß, daß die Polizei-Verwaltung über die ganze neue Gemeinde dem Besitzer des Guts Jäckelsbruch übertragen worden ist. Potsdam, den 31. Dezember 1858.“

1860 bestand der Gemeindebezirk aus 5 einzelnen Gehöften mit insgesamt 8 Wohngebäuden und 21 Wirtschaftsgebäuden. Der Gemeindebezirk umfasste 390 Morgen, davon 24 Morgen Gehöfte, 5 Morgen Gartenland und 361 Morgen Ackerland. Im Gemeindebezirk wurden 27 Pferde, 47 Stück Rindvieh und 6 Schafe gehalten. 1870 wurden im Gemeindebezirk neun Wohngebäude und 67 Einwohner gezählt. 1900 standen im Gemeindebezirk 8 Häuser, im Gutsbezirk 4 Häuser.

### Kommunale Zugehörigkeit
Die Gemeinde Jäckelsbruch wurde wie oben bereits geschildert erst 1858 gebildet. Daneben existierte noch der Gutsbezirk Jäckelsbruch. 1928 wurden Gemeinde- und Gutsbezirk Jäckelsbruch zusammen mit Gemeinde- und Gutsbezirk Eichwerder zur Landgemeinde Eichwerder vereinigt. Jäckelsbruch war 1932 und 1950 ein Wohnplatz, 1957 und 1973 ein Ortsteil von Eichwerder. Nach der Wende und der Bildung des Landes Brandenburg bildeten Eichwerder, vier andere Gemeinden und die Stadt Wriezen das Amt Wriezen. 1997 wurde Eichwerder mit Jäckelsbruch in die Stadt Wriezen eingemeindet und das Amt Wriezen aufgelöst. Seither ist Eichwerder ein Ortsteil der Stadt Wriezen, Jäckelsbruch hat den kommunalpolitischen Status eines Gemeindeteils von Eichwerder. Ein Ortsvorsteher vertritt die Belange des Ortsteils Eichwerder gegenüber der Gesamtgemeinde Wriezen. Jäckelsbruch hat keine eigene kommunalpolitische Vertretung mehr.
Gemeinde- und Gutsbezirk Jäckelsbruch gehörten im 19. Jahrhundert zum Kreis Oberbarnim der Provinz Brandenburg. In der Kreis- und Bezirksreform von 1952 in der damaligen DDR wurde dieser Kreis aufgelöst. Eichwerder kam zusammen mit Jäckelsbruch zum Kreis Bad Freienwalde im Bezirk Frankfurt (Oder). Nach der Wende und Gründung des Landes Brandenburg wurde der Kreis Bad Freienwalde noch in Landkreis Bad Freienwalde umbenannt und ging in der Kreisreform von 1993 im Landkreis Märkisch-Oderland auf.

### Einwohnerentwicklung
| Jahr      | 1791 | 1801 | 1817 | 1840 | 1858 | 1875 | 1885 | 1895 | 1900 | 1910 | 1925 |
| --------- | ---- | ---- | ---- | ---- | ---- | ---- | ---- | ---- | ---- | ---- | ---- |
| Einwohner | 47   | 43   | 78   | 101  | 112  | 105  | 85   | 82   | 69   | 82   | 90   |

- Quelle Einwohnerentwicklung:[32][34][16][35][36]

### Kirchliche Geschichte
Die Bewohner waren eingekircht in Wriezen.

### Schulzen und Gemeindevorsteher
- 1874 Wurl, Gemeindevorsteher[37]
- 1908 bis 1928 Franke, Gemeindevorsteher[38][39]

### Gutsanlage

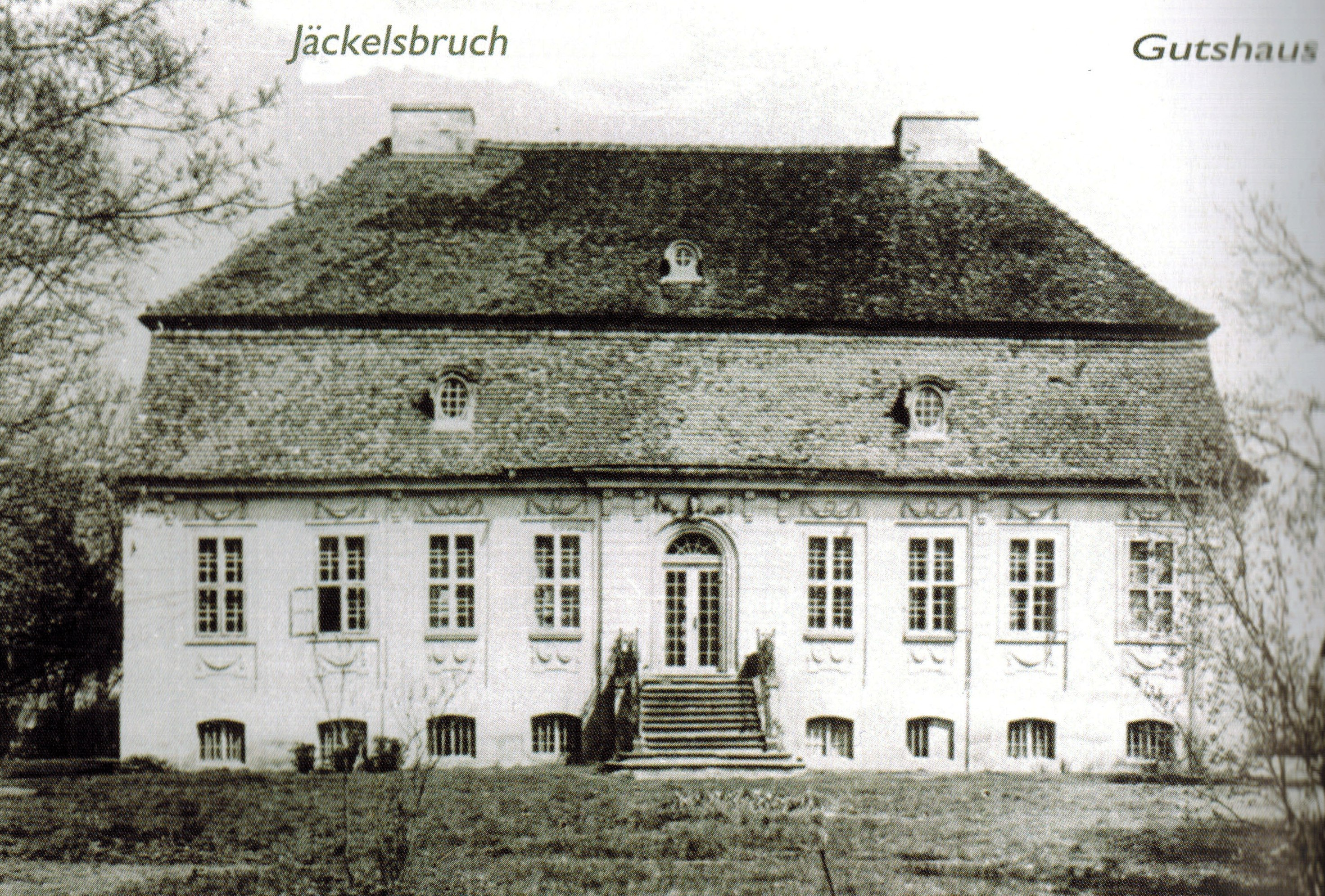
Nicht mehr vorhandenes Gutshaus

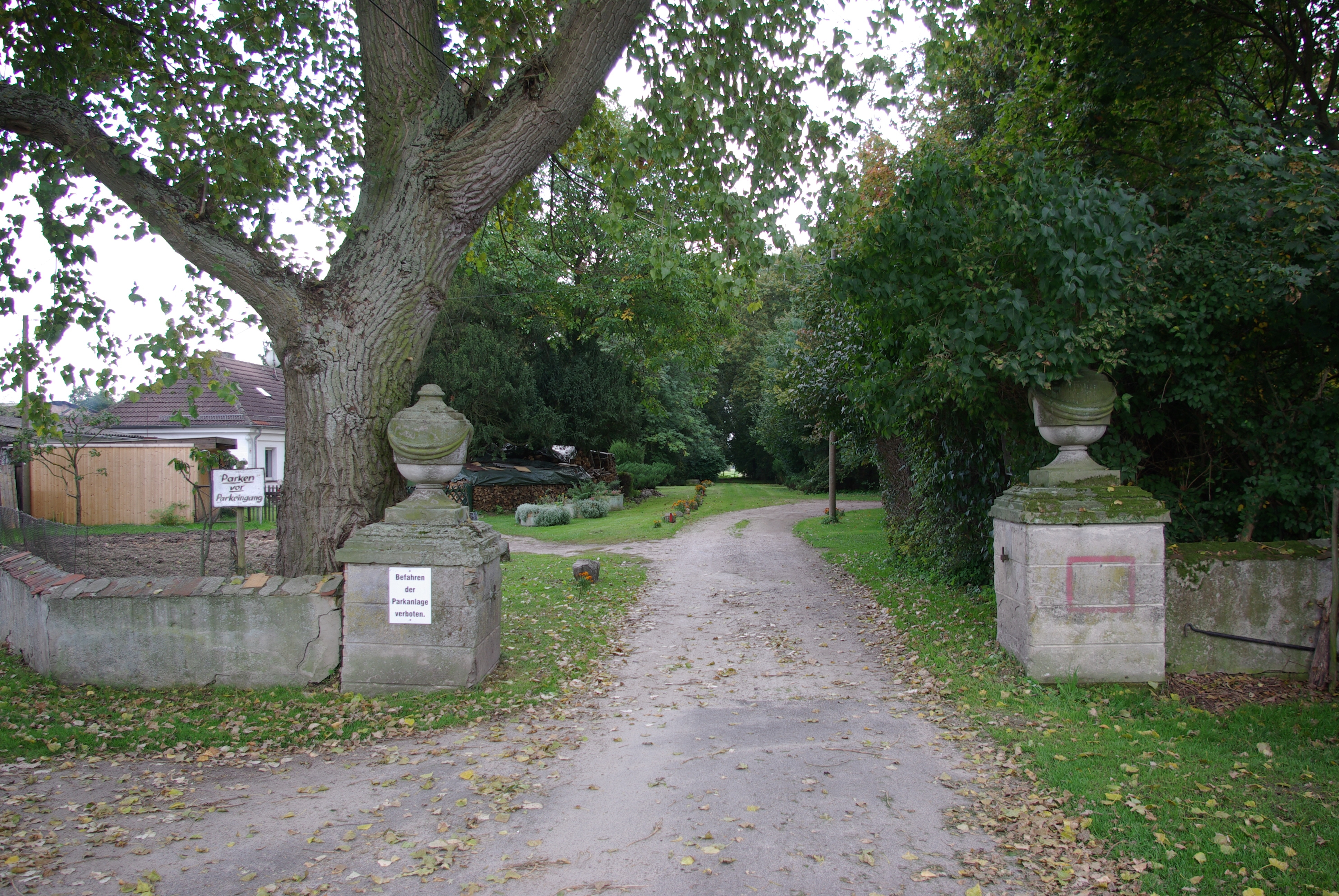
Toreinfahrt

Eine überregionale Bedeutung erlangte die Ortschaft ab 1940, als im Auftrag der NS-Regierung nach Plänen und unter Leitung des Architekten Friedrich Tamms ein epochales Ateliergebäude hier errichtet wurde, das der Staatsbildhauer Arno Breker zum 40. Geburtstag von Adolf Hitler geschenkt bekam. Die Schenkung umfasste die gesamte Gutsanlage mit Park und Ausstattung des Hauses. Die Innenausstattung des Ateliers war nach Entwurf Paul von Waldthausens neu geschaffen worden. In den Kriegsjahren empfing Breker hier Persönlichkeiten aus Politik und Kultur, sowohl des In- wie auch des Auslandes, so besonders auch aus Frankreich. Oft hielten sich der befreundete Albert Speer mit Frau als Gäste in Jäckelsbruch auf, ebenso der Pianist Wilhelm Kempff.
Nach Kriegsende, als Breker sich in den Westen abgesetzt hatte, verfielen die Gebäude, die Einwohner nutzten Teile für ihre Zwecke. So stand die Ruine des Herrenhauses bis 1947 leer und wurde danach abgerissen. Stehen geblieben sind das Atelierhaus, das Brunnenhaus und das von einer Hecke umgebene Schwimmbad. Auch diese Bauwerke verfielen zusehends, bis in den 1950er Jahren die Stadt Wriezen Eigentümer der ehemaligen Gutsanlage wurde. Im Jahr 1976 bezog der Bildhauer Horst Engelhardt das Atelier, das auch Wohnräume enthält; er arbeitete hier ebenfalls künstlerisch. Nach Engelhardts Tod 1996 trat dessen Sohn Jörg die Erbschaft an und nutzt das Atelier weiter als bildender Künstler.
Arno Breker war nach 1945 nicht wieder in Jäckelsbruch, stellte jedoch nach der deutschen Wiedervereinigung einen Antrag auf Rückübertragung. Das wurde aber abgelehnt. Trotzdem kamen später Brekers Erben und wollten die Anlage zurückbekommen. Diese Forderung wurde ebenfalls zurückgewiesen.
Der Park ist fast quadratisch, alte Baumalleen sind noch erkennbar. Vom Eingangstor sind die Pfeiler erhalten (siehe Bild). Die Anlage steht seit 1989 unter Denkmalschutz.